# 北漢諾威鎮區 (新澤西州)
北漢諾威鎮區（英語：North Hanover Township）是位於美國新澤西州伯靈頓縣的一個鎮區。

## 地方資料
北漢諾威鎮區的面積為45.35平方千米，當中陸地面積為44.98平方千米，而水域面積為0.37平方千米。根據2020年美國人口普查的數據，當地共有人口6367人，而人口密度為每平方千米140.4人。